# San Cristóbal de Torondoy (paroisse civile)
Pour les articles homonymes, voir San Cristóbal et Torondoy (homonymie).
San Cristóbal de Torondoy est l'une des deux divisions territoriales et statistiques et l'unique paroisse civile de la municipalité de Justo Briceño dans l'État de Mérida au Venezuela. Sa capitale est San Cristóbal de Torondoy.